# Економічна освіта
Економічна освіта (англ. Economics education; фр. Enseignement de la science économique; ісп. Enseñanza de la economía) — це ділянка науки про економіку, яка фокусується на двох основних темах: 1) поточний стан і зусилля по поліпшенню курсів навчання економіки, а також матеріалів і педагогічних методів використовуваних для навчання економіці на всіх рівнях освіти; та 2) дослідження ефективності альтернативних методичних прийомів в області викладання економіки, рівень економічної грамотності різних груп, і фактори, які впливають на рівень економічної грамотності. Економічна освіта відрізняється від економіки освіти, яка вивчає економіку освітніх установ. Численні організації у світі виділяють ресурси на економічну освіту.
ЮНЕСКО відносить економічну освіту до виду професійної освіти.

## Основні напрямки
Економічна освіта — це підготовка фахівців для економічних служб, підприємств і спеціальних економічних організацій (фінансових, банківських, статистичних, аудиторських, маркетингових та ін.), а також формування необхідного мінімуму професійних економічних знань у спеціалістів різних галузей економіки і широкого кола працівників підприємницьких структур.

## Економічна освіта у Великій Британії
У Сполученому Королівстві існує організація під назвою Економічна мережа (The Economics Network), яка є фінансованим урядом національним проектом з підтримки економічної освіти в контексті вищої освіти. Також існує некомерційна організація Economics & Business Education Association (EBEA) для підтримки економічної освіти в контексті середньої освіти.

## Економічна освіта в США
У Сполучених Штатах організації, основною метою яких є просування економічної освіти, включають Національну Раду з Економічної Освіти із своєю всесвітньою мережею рад і центрів, Фонд Викладання Економіки та Junior Achievement. Американський Національний центр наукових досліджень з економічної освіти є ресурсом для досліджень і оцінення економічної освіти. Серед більш широких американських організацій, які вкладають значні ресурси на економічну освіту є Федеральна резервна система.
Найстарішим у США дослідницьким і освітницьким фондом, орієнтованим на вільний ринок, є Фонд економічної освіти (Foundation for Economic Education, FEE).

## Економічна освіта в Україні
Згідно з даними Міністерства освіти та науки, 28,4% всіх студентів України здобувають спеціальності у сфері економіки, торгівлі та бізнесу. Втім, більшість українських студентів економічного та бізнесового профілів не вивчає економіку в західному розумінні цього слова. Тобто студенти обох напрямів вивчають бізнес і дуже мало економіки.
Чимало аспірантів змушені займатися ненауковою роботою тому, що мало отримують як науковці. Це саме стосується і професорів, чия зарплатня занадто низька, щоб стимулювати якісне викладання, оновлення лекційних курсів та інтерес до навчання студентів загалом. Спроба створення українського журналу західного зразка під назвою «Український економічний огляд» кілька років тому завершилася невдачею. Відсутність публікацій Українських науковців у західних економічних журналах вказує на серйозність проблеми.
В Україні економічною освітою займається декілька громадських організацій, зокрема Інститут вільної економіки [Архівовано 10 листопада 2019 у Wayback Machine.].

## Криза в економічній освіті
Людвіг фон Мізес про кризу в економічній освіті, зокрема про викладання економічної теорії:
|                                                          | Те, що сьогодні викладається у більшості університетів під маркою економічної теорії, насправді є її запереченням. |
| — Людвіг фон Мізес. «Людська діяльність», 1949 (гл. XIV) | |

## Наукові журнали з економічної освіти
Журнали присвячені темі економічної освіти включають Журнал економічної освіти, Міжнародний огляд економічної освіти, Австралійський журнал економічної освіти, та Огляд комп'ютерів в галузі економіки вищої освіти (Computers in Higher Education Economics Review).